# Solenanthus stamineus
Solenanthus stamineus là loài thực vật có hoa trong họ Mồ hôi. Loài này được (Desf.) Wettst. miêu tả khoa học đầu tiên năm 1885.